# Стюарт, Мюррей
Мю́ррей Стю́арт (англ. Murray Stewart; род. 1986) — австралийский гребец-байдарочник, выступает за сборную Австралии с 2011 года. Чемпион летних Олимпийских игр в Лондоне, серебряный и бронзовый призёр чемпионатов мира, победитель многих регат национального и международного значения.

## Биография
Мюррей Стюарт родился 2 июля 1986 года в городе Дурбан, ЮАР, однако впоследствии переехал на постоянное жительство в Австралию. Активно заниматься греблей начал с раннего детства, проходил подготовку в Сиднее, состоял в столичном в каноэ-клубе Manly Warringah.
Первого серьёзного успеха на взрослом международном уровне добился в 2011 году, когда попал в основной состав австралийской национальной сборной и побывал на чемпионате мира в венгерском Сегеде, откуда привёз награду серебряного достоинства, выигранную в зачёте четырёхместных байдарок на километровой дистанции — в финале его обошёл только экипаж из Германии. 
Благодаря череде удачных выступлений удостоился права защищать честь страны на летних Олимпийских играх 2012 года в Лондоне — в четвёрках на тысяче метрах совместно с такими гребцами как Дейв Смит, Тейт Смит и Джейкоб Клир обогнал всех своих соперников и завоевал тем самым золотую олимпийскую медаль. Также стартовал здесь в одиночках на дистанциях 200 и 1000 метров, но занял лишь семнадцатое и шестнадцатое места соответственно.
После лондонской Олимпиады Стюарт остался в основном составе австралийской национальной сборной и продолжил принимать участие в крупнейших международных регатах. Так, в 2013 году он отправился представлять страну на мировом первенстве в немецком Дуйсбурге, где получил бронзовую медаль в километровой гонке четырёхместных экипажей, в финале уступив только экипажам из России и Чехии.
Имеет высшее образование, окончил Сиднейский университет.